# Mugron
Mugron település Franciaországban, Landes megyében. Lakosainak száma 1336 fő (2022. január 1.). Mugron Gouts, Hauriet, Lahosse, Laurède, Lourquen, Nerbis, Saint-Aubin és Souprosse községekkel határos.

## Népesség
A település népességének változása:
| Lakosok száma | 1568 | 1464 | 1327 | 1385 | 1439 | 1456 | 1382 | 1343 | 1329 | 1336 |
|               | 1968 | 1982 | 1990 | 2006 | 2013 | 2015 | 2017 | 2019 | 2020 | 2022 |